# Bror Cederström (1754–1816)
Bror Cederström, född den 7 september 1754, död den 8 oktober 1816, var en svensk friherre och militär.

## Biografi
Bror Cederström var son till generalmajoren och landshövdingen i Vasa län Bror Cederström och Sara Christina Zedritz. Bland de mest framstående medlemmarna i Gustav III:s amatörteater räknas Caroline Lewenhaupt, Carl von Fersen, Hedvig Ulrika De la Gardie, Nils Barck, Maria Aurora Uggla, Otto Jacob von Manteuffel Zöge, Bror Cederström samt systrarna Ulla von Höpken och Augusta Löwenhielm
Cederström ingick tidigt i militärtjänst. Han blev 1786 överste, och förde under kriget mot Ryssland befälet över livgardet. Under förmyndarregeringen efter Gustav III:s död påbörjade Cederström tillsammans med Carl von Cardell och Carl Gottfried von Helvig omorganisationen av svenska artilleriet, vars chef han blev 1794. 1793 befordrades han till generalmajor. 1802 blev Cederström president i Krigskollegium och generalinspektör över kavalleriet och befordrades året efter till generallöjtnant. Vid krigsutbrottet 1808 fick han befälet över västra armén. Han förhöll sig passiv gentemot revolutionsplanerna och försökte inte hindra Adlersparres marsch mot Stockholm. 1812 lämnade han sina befattningar.
Cederströms första hustru var friherrinnan Catharina Voltemat. I det äktenskapet föddes det enda barnet, Bror Cederström. Han gifte sedermera om sig med grevinnan Christina Mörner af Morlanda.
Cederström är tillsammans med sin hustru begravd på Blädinge kyrkogård.

## Utmärkelser
- Riddare av Svärdsorden – 12 september 1772
- Kommendör av Svärdsorden – 19 augusti 1790
- Kommendör med stora korset av Svärdsorden – 24 november 1794
- Riddare och kommendör av Kungl. Maj:ts orden (Serafimerorden) – 9 december 1802
- Mottagare av Fredrikshamnsmedaljen – 13 februari 1791[7]